# 가봉의 역사
유럽과의 접촉 이전에 가봉의 역사에 대해서는 알려진 바가 거의 없다. 반투족 이주민들은 14세기부터 이 지역에 정착했다. 포르투갈의 탐험가들과 무역상들은 15세기 말에 이 지역에 도착했다. 이후 16세기에 유럽 노예 무역상들이 이 지역에 도착하면서 대서양 노예 무역의 중심지가 되었다. 1839년과 1841년, 프랑스는 해안에 보호령을 설치했다. 1849년, 포로로 잡힌 노예선에서 풀려난 포로들이 리브르빌을 설립했다. 1862년부터 1887년까지 프랑스는 국가 내부를 포함한 지배권을 확대했고 완전한 주권을 장악했다. 1910년에 가봉은 프랑스령 적도 아프리카의 일부가 되었고 1960년에 가봉은 독립했다.
가봉이 독립할 무렵에는 레옹 음바가 이끄는 가봉 민주 연합(BDG)과 장힐리어 오바메가 이끄는 가봉 민주 사회 연합(UDSG) 두 개의 주요 정당이 존재했다. 의회제 하에서 실시된 첫 독립 후 선거에서 두 정당 모두 과반수를 획득할 수 없었다. 1961년 2월 대통령 선거에서 음바는 대통령이 되었고 오바메는 외무장관이 되었다. 1963년 단일 정당 해법이 붕괴되었고, 1964년 하루 동안 무혈 쿠데타가 있었다. 1967년 3월, 레옹 음바와 오마르 봉고가 대통령 및 부통령으로 선출되었다. 음바는 그 해 말에 죽었다. 봉고는 가봉을 일당제 국가로 선언하고, BDG를 해산하고 가봉 민주당(PDG)을 세웠다. 1990년 전면적인 정치 개혁은 새로운 헌법을 이끌어냈고 PDG는 30년 만에 처음으로 실시된 다당제 선거에서 큰 다수를 차지했다. 야당의 불만에도 불구하고 봉고는 2009년 사망할 때까지 대통령으로 남아있었다.

## 초기 역사
피그미 원주민들의 사회는 대략 서기 1000년경부터 팡족과 같은 북쪽에서 온 반투족들에 의해 대체되었다. 유럽과의 접촉 이전의 부족 생활에 대해서는 거의 알려져 있지 않지만, 부족 예술은 풍부한 문화 유산을 암시한다.
가봉의 첫 유럽 방문자들은 15세기 말에 도착한 포르투갈 탐험가들과 무역상들이었다. 이 시기에 남부 해안은 로앙고 왕국의 지배를 받았다. 포르투갈인들은 상투메섬, 프린시페섬, 비오코섬에 정착했지만, 해안을 정기적으로 방문하는 사람들이었다.
그들은 가봉 지역을 코모강 하구의 모양을 닮은 소매와 후드가 있는 포르투갈어 단어인 가봉의 이름을 따서 지었다. 더 많은 유럽 상인들이 16세기에 이 지역에 와서 노예, 상아, 열대우림과 교역했다.

## 프랑스의 식민지 시대
1838년과 1841년, 프랑스는 가봉의 해안 수장들과 조약을 맺어 가봉의 해안 지역을 보호령으로 삼았다.
뉴잉글랜드 출신의 미국인 선교사들은 1842년 코모강 어귀에 선교단을 설립했다. 1849년, 프랑스 당국은 불법 노예선을 나포하고 배에 타고 있던 포로들을 풀어주었다. 포로들은 선교장 근처에 풀려나 리브르빌 (프랑스어로 "자유 도시"라는 뜻)이라는 정착촌을 세웠다.
프랑스 탐험가들은 1862년과 1887년 사이에 가봉의 울창한 정글을 탐험했다. 가장 유명한 피에르 사보르냥 드 브라자는 콩고강의 원류를 찾기 위해 가봉인 운반자와 안내자를 이용했다. 프랑스는 1885년에 가봉을 점령했지만 1903년까지 통치하지 않았다. 가봉의 첫 번째 정당인 청년 가봉은 1922년경에 창당되었다.
1910년에 가봉은 프랑스령 적도 아프리카의 4개 영토 중 하나가 되었다. 1960년 7월 15일, 프랑스는 가봉이 완전히 독립하는 것에 동의했다. 1960년 8월 17일 가봉은 독립국이 되었다.

## 독립
1960년 가봉이 독립할 당시, 레옹 음바가 이끄는 가봉 민주 연합(BDG)과 장힐리어 오바메가 이끄는 가봉 민주 사회 연합(UDSG)의 두 주요 정당이 존재했다. 의회제 하에서 실시된 첫 독립 후 선거에서 두 정당 모두 과반수를 얻지 못했다. BDG는 4명의 독립적인 입법부 의원 중 3명의 지지를 얻었고, 음바는 총리로 임명되었다. 곧 가봉이 양당 체제를 갖추기에는 인원이 부족하다는 결론을 내린 후, 두 당 지도자는 단일 후보 명단에 합의했다. 1961년 2월 대통령 선거에서 음바는 대통령이 되었고 오바메는 외무장관이 되었다.
이 일당 체제는 1963년 2월까지 효과가 있었던 것처럼 보였는데, 당시 BDG의 더 큰 요소는 UDSG 당원들이 당의 통합과 사임 중 하나를 선택하도록 강요했다. UDSG 각료들은 사임했고, 음바는 1964년 2월 선거를 위해 국회의원 수를 67명에서 47명으로 줄였다. UDSG는 선거 법령의 요건을 충족할 수 있는 후보자 명단을 모으는 데 실패했다. 1964년 2월 18일 가봉군은 무혈 쿠데타로 음바를 쓰러뜨렸다. 프랑스군은 다음날 그의 정부를 재건했다. 1964년 4월 선거는 1964년 4월 치러졌다. BDG가 지지하는 후보들은 31석을 얻었고 야당은 16석을 얻었다. 1966년 말, 헌법이 개정되어 대통령이 재임 중 사망할 경우 부통령의 자동 승계가 가능해졌다. 1967년 3월, 레옹 음바와 오마르 봉고(당시 알베르 봉고)가 대통령 및 부통령으로 선출되었고, BDG는 국회 의석 47석을 모두 획득했다. 음바는 그 해 말에 사망했고 오마르 봉고는 대통령이 되었다.
1968년 3월 봉고는 BDG를 해체하고 가봉 민주당(PDG)을 창당함으로써 가봉을 일당제 국가로 선언했다. 그는 이전의 정치적 관계와 상관없이 모든 가봉인들을 초대했다. 봉고는 1973년 2월 대통령으로 선출되었고, 1975년 4월 부통령직이 폐지되고 총리직으로 대체되었다. 봉고는 1979년 12월과 1986년 11월에 7년 임기의 대통령으로 재선되었다. 봉고는 PDG를 과거 가봉 정치를 분열시켰던 지역 및 부족의 경쟁자들을 잠식하는 도구로 사용하여 정부의 개발 정책을 지지하는 단일 민족 운동을 일으키려고 했다.
경제적 불만과 정치적 자유화에 대한 열망은 1990년 초 학생과 노동자들의 폭력 시위와 파업을 유발했다. 봉고는 노동자들의 불만에 대응하여 부문별로 협상을 벌여 상당한 임금 양보를 했다. 또한 1990년 3월부터 4월까지 가봉의 미래 정치 체제를 논의하기 위해 PDG를 열고 국가 정치 회의를 조직할 것을 약속했다. PDG와 74개 정치단체가 이 회의에 참석했다. 참여자들은 기본적으로 두 개의 느슨한 연합, 즉 집권 PDG와 그 동맹, 그리고 이탈한 모레나 펀더멘털과 가봉 진보당으로 구성된 야당 연합과 정당 연합 전선으로 나뉘었다.
1990년 4월 회의는 국가 원로원의 설립, 예산 절차의 지방분권, 집회 및 언론의 자유, 출국 비자 요구의 취소를 포함한 광범위한 정치 개혁을 승인했다. 다당제 민주주의로의 정치 체제 전환을 이끌기 위해 봉고는 PDG 의장직을 사임하고 새로운 총리 카시미르 오예음바가 이끄는 과도 정부를 만들었다. 가봉 사회민주주의 그룹(RSDG)은 이전 정부보다 작았고, 내각에 여러 야당 대표들을 포함시켰다. RSDG는 1990년 5월에 기본적인 권리장전과 독립적인 사법부를 제공하는 임시 헌법을 초안했지만 대통령을 위한 강력한 행정권을 유지했다. 헌법위원회와 국회의 추가 검토를 거쳐 1991년 3월 이 문건이 시행되었다. 1991년 헌법상 대통령 서거 시 새로운 선거가 열릴 때까지 국무총리와 국회 의장, 국방부 장관이 권력을 나눠 가지도록 되어 있었다.
그러나 PDG에 대한 반대는 계속되었고, 1990년 9월 쿠데타 시도가 두 차례 적발되어 무산되었다. 1990년 9월부터 10월까지 거의 30년 만에 실시된 복수정당 총선거에서 PDG가 과반수를 차지했다.
1993년 12월 봉고 대통령이 51%의 득표율로 재선에 성공한 후, 야당 후보들은 선거 결과 검증을 거부했다. 심각한 시민 소요로 인해 정부와 야당은 정치적 해결을 위해 노력하기로 합의했다. 이 회담은 1994년 11월 파리 협정으로 이어졌고, 이 협정에 따라 몇몇 야당 인사들이 국민 통합 정부에 포함되었고, 1995년 국민 투표에서 헌법 개혁이 승인되었다. 그러나 이 협정은 곧 결렬되었고, 1996년과 1997년 입법부와 지방 자치단체 선거는 당파 정치를 새롭게 하는 배경이 되었다. PDG는 의회 선거에서 압승을 거뒀지만 1997년 지방선거에서 리브르빌을 포함한 몇몇 주요 도시들이 야당 시장을 선출했다.

## 근대
봉고 대통령은 1998년 12월과 2005년 11월에 있었던 선거에서 분열된 야당에 대한 다수결로 쉬운 재선에 도전했다. 봉고의 주요 반대파들은 이 결과를 부정적이라고 거부했지만, 일부 국제 관측통들은 이 결과가 부정적으로 인식되었음에도 불구하고 대표적이라고 특징지었다. 2001년~2002년 총선은 소수 야당들에 의해 보이콧되고 행정상의 약점으로 인해 널리 비판을 받았으며, PDG와 무소속 의원들이 거의 완전히 장악하고 있는 국회를 만들어냈다.
오마르 봉고는 2009년 6월 8일 스페인 병원에서 사망했다.
그의 아들 알리 봉고 온딤바는 2009년 8월 대통령 선거에서 대통령으로 선출되었다. 2016년 8월, 그는 수많은 부정행위, 체포, 인권침해, 선거 후 폭력으로 얼룩진 선거에서 재선되었다.
2018년 10월 24일, 알리 봉고 온딤바는 공개되지 않은 질병으로 리야드에 입원했다. 2018년 11월 29일 봉고는 회복을 위해 라바트의 군 병원으로 이송되었다.  2018년 12월 9일 무사보우 가봉 부통령은 봉고가 리야드에서 뇌졸중으로 쓰러져 라바트에 있는 병원을 떠나 현재 라바트에 있는 개인 주택에서 회복 중이라고 보고했다. 2018년 10월 24일 이후 봉고는 공식 석상에 모습을 드러내지 않고 있으며, 그의 생사여부의 증거 부족으로 인해 많은 사람들이 봉고의 생사여부의 추측을 하고 있다. 2019년 1월 1일, 봉고는 2018년 10월 병으로 쓰러진 후 SNS에 올린 동영상을 통해 자신의 첫 공개 연설을 했다.
2019년 1월 7일, 가봉의 군인들은 쿠데타를 시도했으나 실패했다.
2021년 5월 11일, 영연방 대표단이 가봉을 방문했는데, 알리 봉고가 54개 영어권 국가가 모여 있는 이 기구의 사무총장을 만나기 위해 런던을 방문했다. 봉고 대통령은 가봉의 영연방 가입 의지를 밝혔다.

## 같이 보기
- 아프리카의 역사